# Augustus Charles Pugin

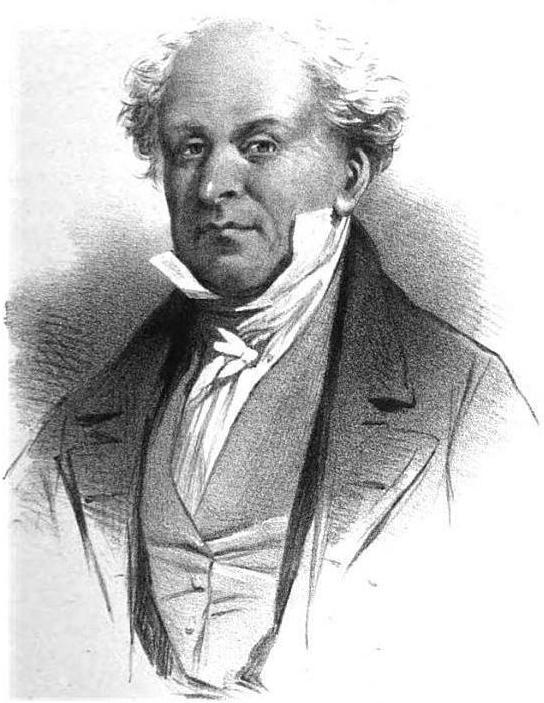
Joseph Nash, Ritratto di Augustus Charles Pugin

Augustus Charles Pugin (Parigi, 1796? – Bloomsbury, 19 dicembre 1832) è stato un architetto e disegnatore francese.

## Biografia
Nato in una famiglia franco-svizzera ed emigrato in Inghilterra, per sfuggire alla Rivoluzione francese, Auguste Pugin nel 1792 entrò nella Royal Academy of Arts, dove si formò alla scuola dell'incisore Jacques Mérigot. Fu accolto nello studio di John Nash, architetto preferito da Giorgio IV d'Inghilterra, fin dal tempo in cui questo principe esercitava il ruolo di reggente, a causa dell'infermità mentale del padre. Si fece presto notare come abile disegnatore ed illustratore di libri con immagini di architetture moderne, in particolare quelli pubblicati dall'editore Rudolph Ackermann. Nel borgo londinese di Islington sposò una donna di lettere puritana, Catherine Welby, imparentata con sir William Earle Welby (baronetto di Denton, nel Lincolnshire).

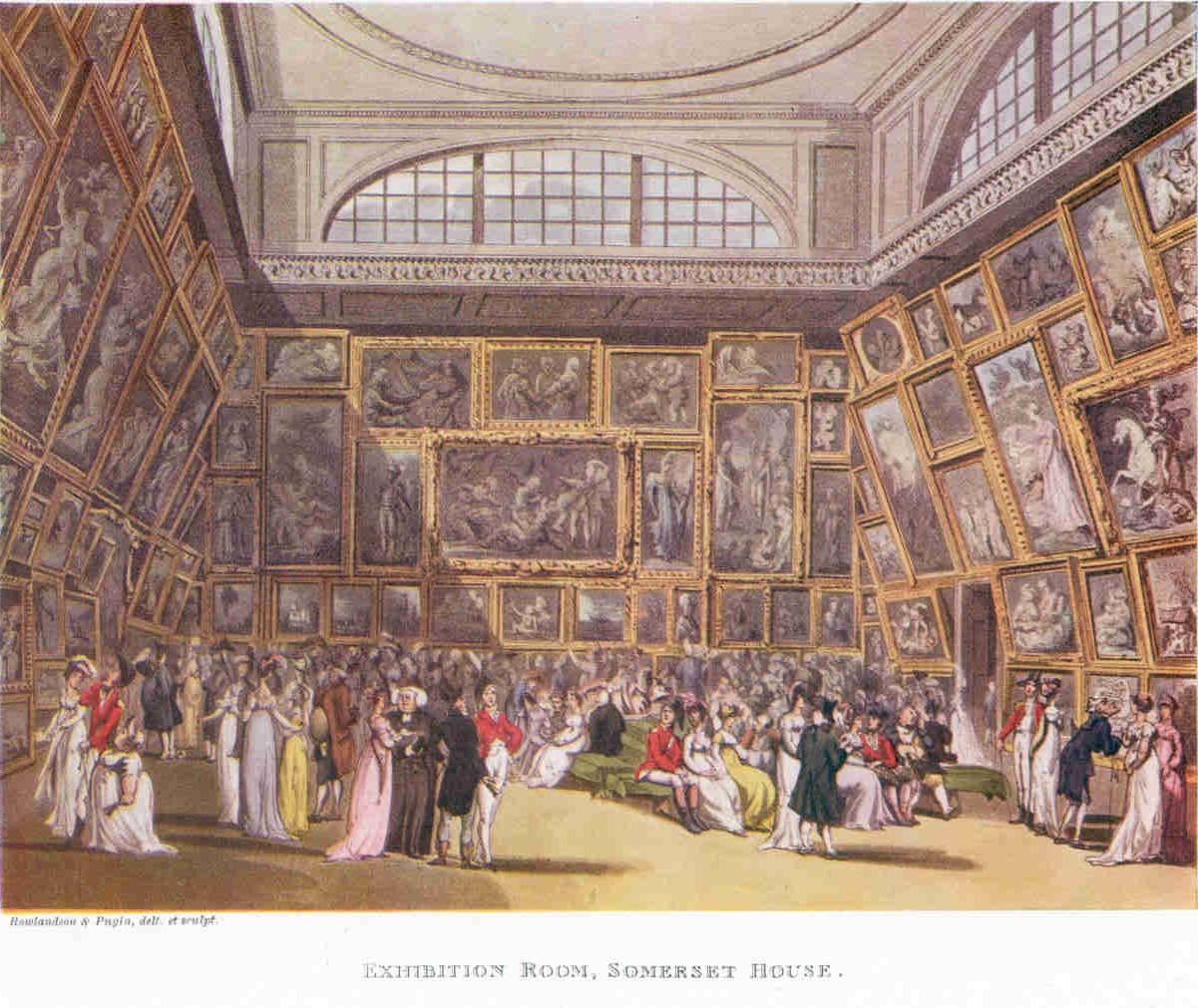
Thomas Rowlandson e Augustus Pugin, Sala d'esposizione alla Somerset House, 1800

Nel 1823 ha partecipato alla ideazione e alla realizzazione del padiglione, a Regent's Park (Londra), per ospitare il diorama di Louis Daguerre. Si trattava un teatro con un particolare fondale, dipinto con l'aiuto della camera oscura. 
Membro onorario della Société des antiquaires de Normandie, Pugin dal 1799 al 1827 fu presente a mostre della Royal Academy of Arts e dal 1807 ad esposizioni della Water-Colour Society, di cui divenne membro nel 1821. A Pugin è stato attribuito un ruolo eminente, nella riscoperta dello stile gotico inglese. Egli ha anche contribuito alla nascita dello stile neogotico, di cui suo figlio ed allievo, l'architetto e decoratore d'interni Augustus Welby Northmore Pugin è stato uno più rinomati interpreti.
Tra i suoi discepoli, il pittore Joseph Nash. Suo nipote è stato l'architetto Edward Welby Pugin.

## Opere
- A. C. Pugin (architetture), Thomas Rowlandson (figure), Microcosm of London, 3 vol., London, Ackermann, 1808-1811.
- W. Brayley (testo), A. C. Pugin (disegni), Charles Pye (incisioni), Thirty Views in Islington and Pentonville, 1819.
- A. C. Pugin, Specimens of Gothic Architecture; Selected from Various Antient Edifices in England, 2 vol., London, 1821-1823.
- John Britton, A. C. Pugin, Illustrations of the Public Buildings of London, 2 vol., London, 1824.
- John Britton, A. C. Pugin, Specimens of the Architectural Antiquities of Normandy, London, 1825.
- The Royal Pavilion at Brighton, 1826.
- Architectural Antiquities of Great Britain, 1826.
- Charles Heath, A. C. Pugin, Paris and its Environs, 2 vol., 1828-1831.
- Examples of Gothic Architecture, 2 vol., London, 1831.
- Benjamin Ferrey, A. C. Pugin (disegni), Edward James Wilson (testo), A Series of Ornamental Timber Gables, from Existing Examples in England and France of the Sixteenth Century, London, 1831.